# Opuntia chavena
Opuntia chavena ist eine Pflanzenart in der Gattung der Opuntien (Opuntia) aus der Familie der Kakteengewächse (Cactaceae). Das Artepitheton chavena ist der einheimische Name (Chaveño) für die Pflanze in Mexiko. Spanische Trivialnamen sind „Chaveño“ und „Cascarón“.

## Beschreibung
Opuntia chavena wächst baumförmig, ist offen verzweigt und erreicht Wuchshöhen von 2 bis 3 Meter. Es wird ein deutlicher bedornter Stamm ausgebildet. Die gelblich grünen, breit verkehrt eiförmigen Triebabschnitte sind 22 bis 30 Zentimeter lang. Die darauf befindlichen rundlichen bis länglichen, schwarzen Areolen stehen 2 bis 3 Zentimeter voneinander entfernt. Sie werden mit zunehmendem Alter größer. Die zitronengelben, unterschiedlich langen Glochiden sind bis zu 1 Zentimeter lang. Die fünf bis 15 Dornen, gelegentlich sind mehr vorhanden, sind anfangs weiß und besitzen eine durchscheinende Spitze. Im Alter vergrauen sie oder werden schwärzlich. Die harten und steifen, abstehenden Dornen sind 1 bis 3 Zentimeter lang.
Die Blüten sind gelb, die Früchte rot.

## Verbreitung und Systematik
Opuntia chavena ist in den mexikanischen Bundesstaaten Aguascalientes und Jalisco verbreitet.
Die Erstbeschreibung erfolgte 1908 durch David Griffiths.

## Nachweise